# Komplext samhälle
Komplext samhälle, antropologiskt begrepp för det moderna industrisamhället, som motsats till mer primitiva, förindustriella samhällen. Måttet på komplexitet är sådant som arbetsfördelning och yrkesspecialisering.